# ذا كينغ أوف كوينز
ذا كينغ أوف كوينز (بالإنجليزية: The King of Queens)‏ هو مسلسل كوميديا الموقف تم إنتاجه في الولايات المتحدة. بدأ عرضه في سنة 1998 على سي بي إس. بلغ عدد مواسم المسلسل 9 مواسم، بلغ عدد حلقاته 207 حلقات، وتبلغ مدة الحلقة الواحدة 22 دقيقة. تم بث المسلسل لأول مرة بتاريخ 21 سبتمبر 1998 بينما تم بث آخر حلقة منه بتاريخ 14 مايو 2007 بعد أن استمر لقرابة 9 أعوام. من بطولة كيفن جيمس، باتن أوزوالت، فيكتور وليامز ونيكول سوليفان.

## وصلات خارجية
- ذا كينغ أوف كوينز على موقع IMDb (الإنجليزية)
- ذا كينغ أوف كوينز على موقع ميتاكريتيك (الإنجليزية)
- ذا كينغ أوف كوينز على موقع روتن توميتوز (الإنجليزية)
- ذا كينغ أوف كوينز على موقع كينوبويسك (الروسية)
- ذا كينغ أوف كوينز على موقع ألو سيني (الفرنسية)
- ذا كينغ أوف كوينز على موقع قاعدة بيانات الفيلم (الإنجليزية)
- الموقع الرسمي